# Frasin (okręg Gorj)
Frasin – wieś w Rumunii, w okręgu Gorj, w gminie Vladimir. W 2011 roku liczyła 708 mieszkańców.